# Monastero della Santa Croce (Coimbra)
Il monastero della Santa Croce (mosteiro de Santa Cruz in lingua portoghese) è un edificio conventuale che si trova in Portogallo, a Coimbra. Fu fondato nel XII secolo dai Canonici regolari della Santa Croce, congregazione dei Canonici regolari di Sant'Agostino confederati; nel XVI secolo la chiesa e l'edificio conventuale furono riedificati in stile manuelino e realizzati i sontuosi monumenti funebri del re portoghese Alfonso I e di suo figlio, il re Sancho I. Nel 1910 il monastero della Santa Croce è stato dichiarato Monumento nazionale.

## Storia
Nel 1131 Dom Tello, arcidiacono della diocesi di Coimbra, fondò insieme ad altri compagni, il monastero della Santa Croce. Il terreno, allora sito fuori le mura cittadine, fu posto a loro disposizione dal re Alfonso I. La comunità adottò la Regola di sant'Agostino e scelse per proprio priore Teotónio, che viene venerato come primo santo del Portogallo.
Tra il 1132 e il 1228 fu eretta la chiesa romanica precedente, della quale – come anche per il fabbricato originale del convento – non è rimasto nulla. Nel Medioevo il monastero della Santa Croce si è evoluto come uno dei più visitati luoghi santi del regno, con una grandissima biblioteca e un importante scriptorium. Sant'Antonio di Padova e Luís de Camões, uno dei più importanti poeti portoghesi, hanno vissuto qui per un certo tempo.
Dal 1507 il re Manuele I fece ricostruire a nuovo l'ormai cadente monastero nello stile che poi prese da lui il nome.
Egli incaricò l'architetto francese Nicolas de Chantereine (o Nicolau de Chanterene) di ricostruire le tombe dei re che già erano stati sepolti nella vecchia chiesa. Dal 1533, sotto il regno del figlio di Manuele, Giovanni III, fu costruito un altro chiostro, i cui resti si trovano nel Jardim da Manga (Giardino della manica).

## Chiesa

### Facciata

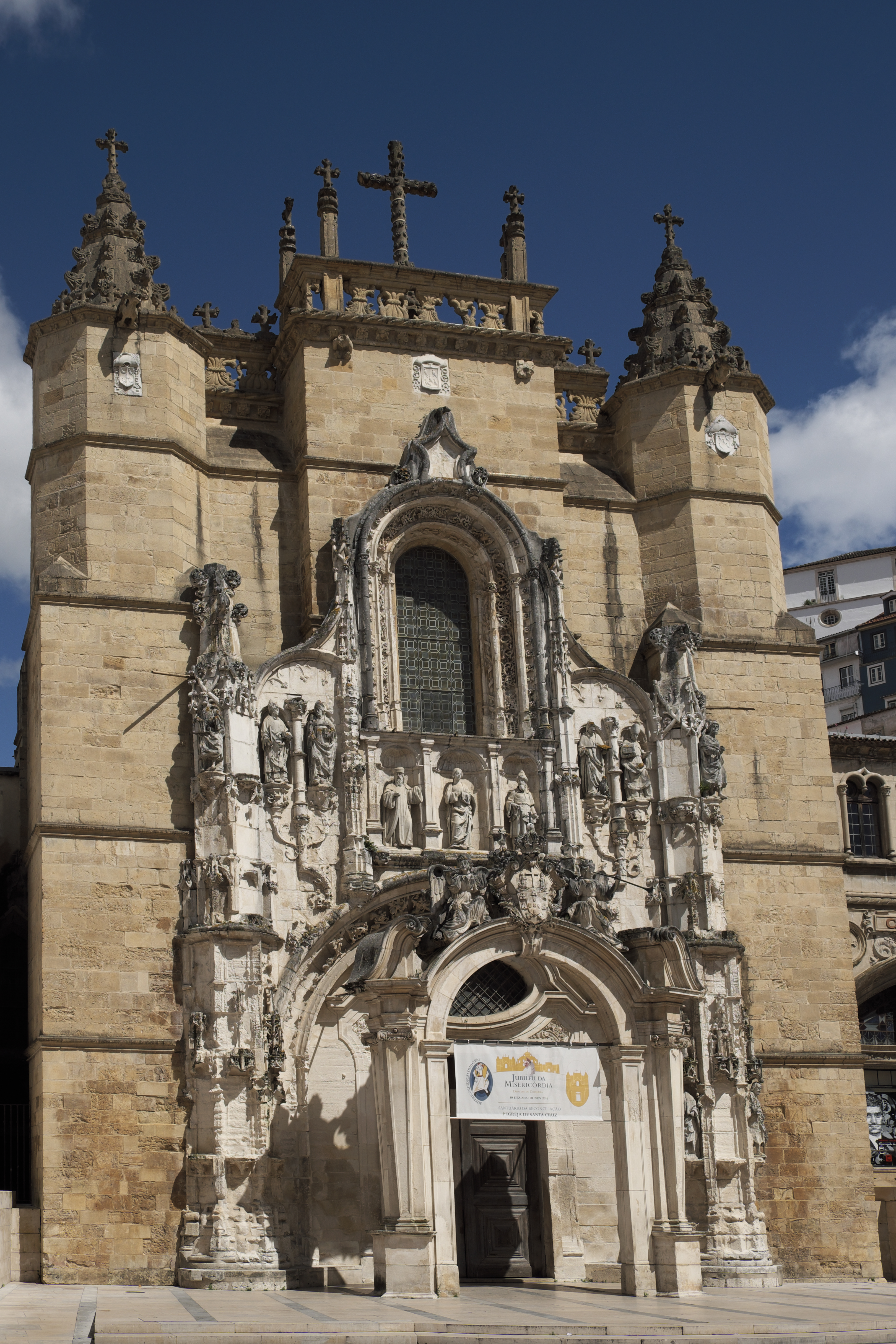
Portale della facciata dell'ex chiesa del monastero di Santa Cruz

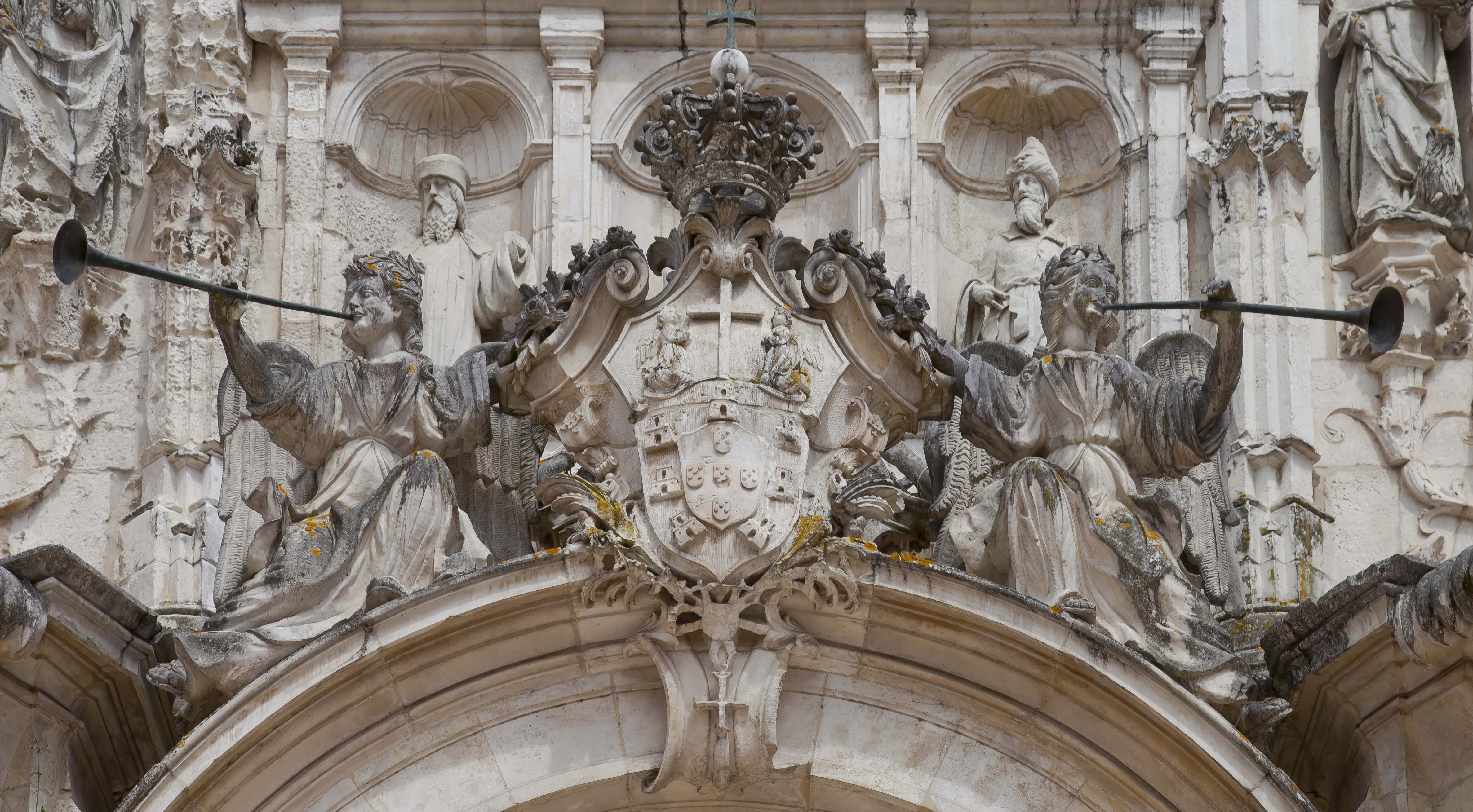
Angelo e stemma sul portale

La facciata fu costruita in due fasi. Tra il 1507 e il 1513 furono erette entrambe le imponenti torri. Il portale fu progettato dal capomastro João de Castilho e tra il 1522 e il 1526 fu concluso da Nicolas de Chantereine.
Sull'arco a tutto sesto del portale stanno due angeli, che suonano il trombone e che sorreggono le arme dei re portoghesi. Di sopra vi sono disposte tre nicchie, nelle quali sono alloggiate le statue del re Davide con la sua arpa, Maria e un profeta. Ai lati stanno su piedistalli e ciascuno separato da una colonna i Padri della Chiesa, a sinistra Gregorio Magno e sant'Ambrogio, a destra san Girolamo e sant'Agostino.

### Interni

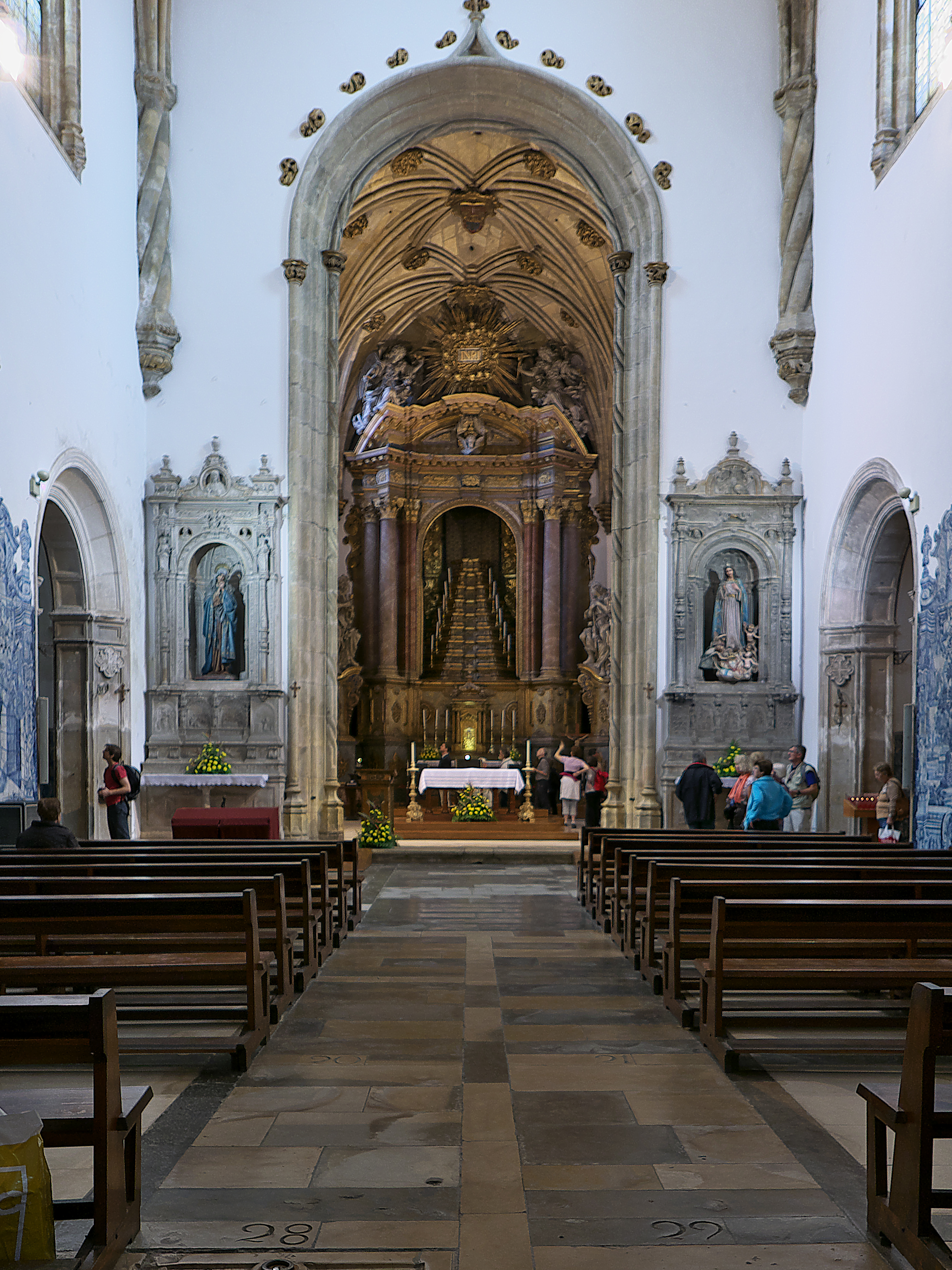
Interno della chiesa

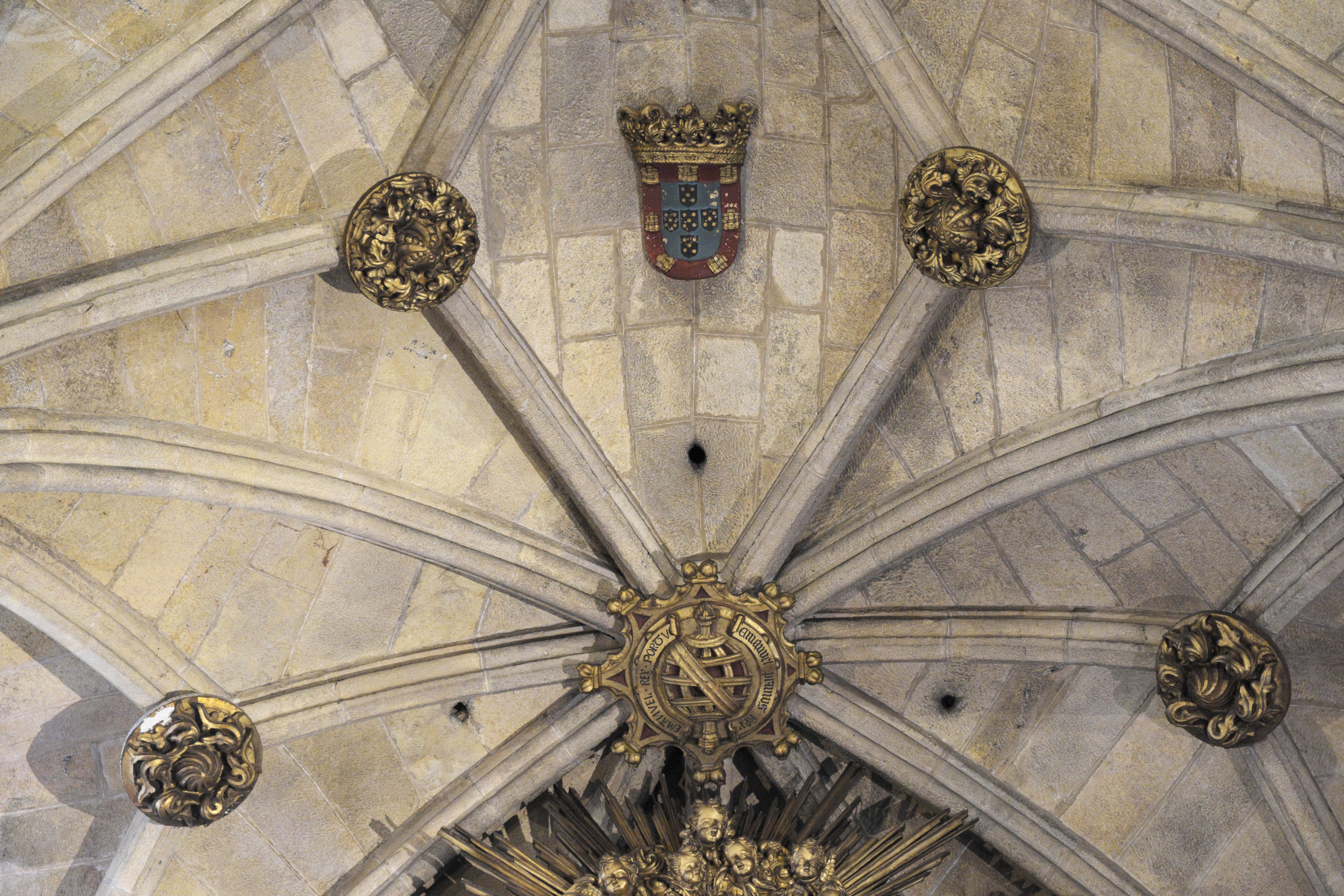
Volta con chiave in pietra, arme regali e sfera armillare.

La chiesa fu eretta sulle fondamenta della precedente costruzione romana. All'aula si collegano da entrambi i lati le cappelle laterali. La larga navata si sviluppa in quattro campate ed è coperta da una volta a rete con splendide chiavi di volta, sulle quali sono rappresentati stemmi reali e una sfera armillare. Un arco introduce al coro, nel quale si trovano le tombe dei due re.

### Monumenti funebri regali

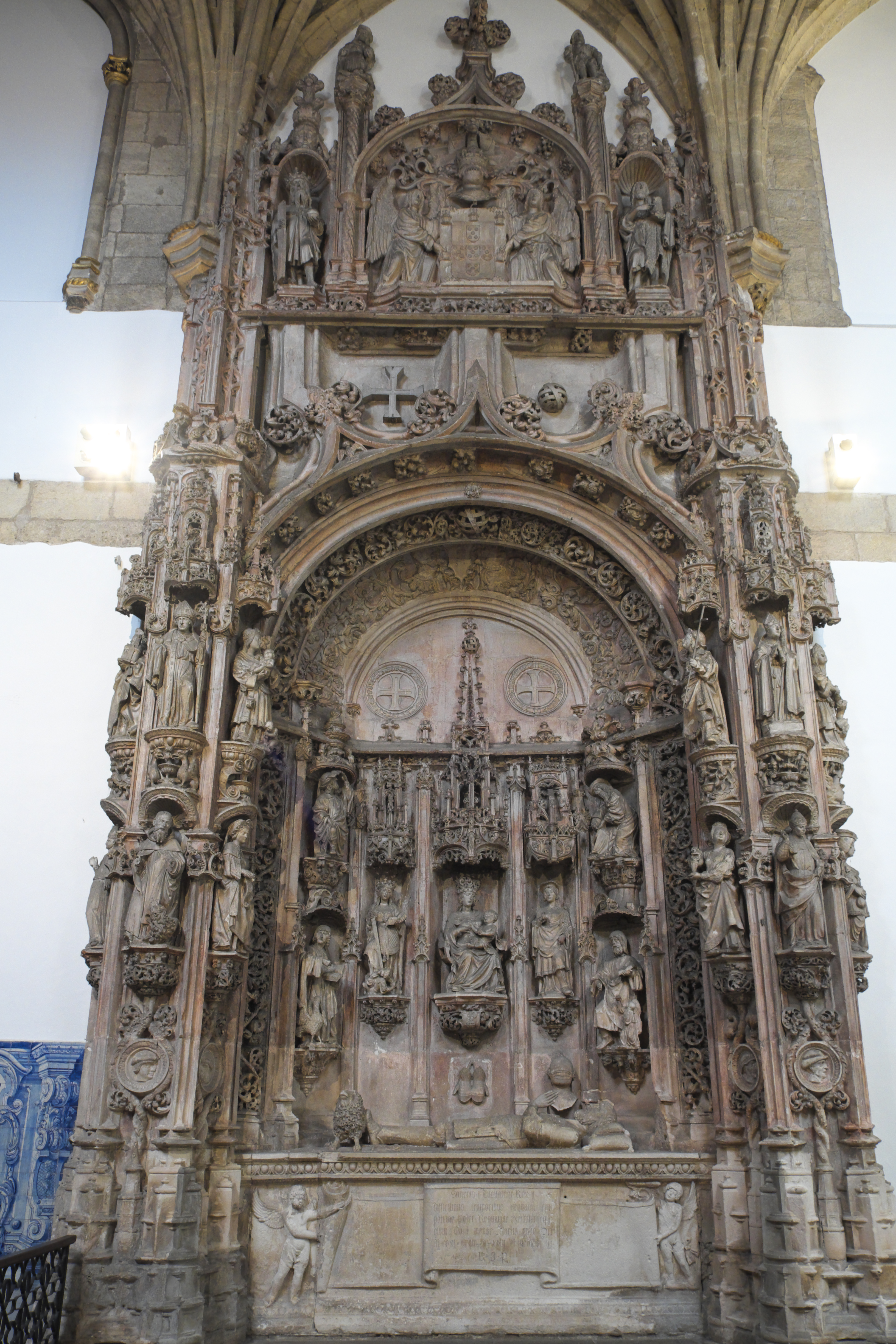
Monumento funebre di Sancho I

Nel 1530 i resti mortali dei due re, Alfonso I e Sancho I, furono traslati in nuovi sepolcri simili in stile gotico, sistemati sulle pareti del coro, l'uno di fronte all'altro. Essi raggiungono l'altezza di dodici metri, fin sotto la volta, e presentano ciascuno fino a 50 figure. Inserito in una nicchia sta il defunto, vestito della sua corazza su un sarcofago, sul quale stanno, sotto un baldacchino gotico, apostoli, evangelisti e altri santi.

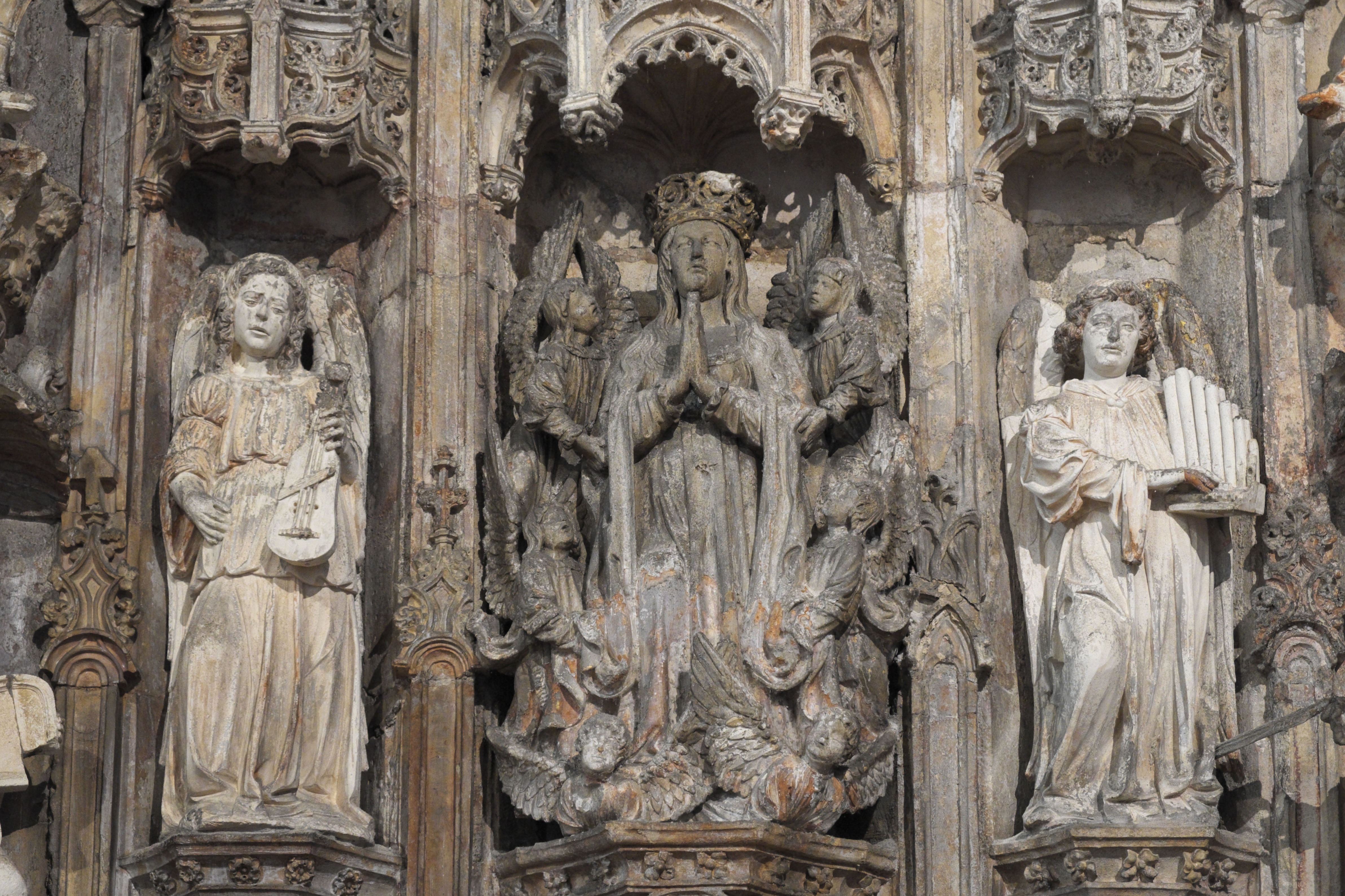
Madonna tra angeli musicanti sulla tomba di Alfonso I;
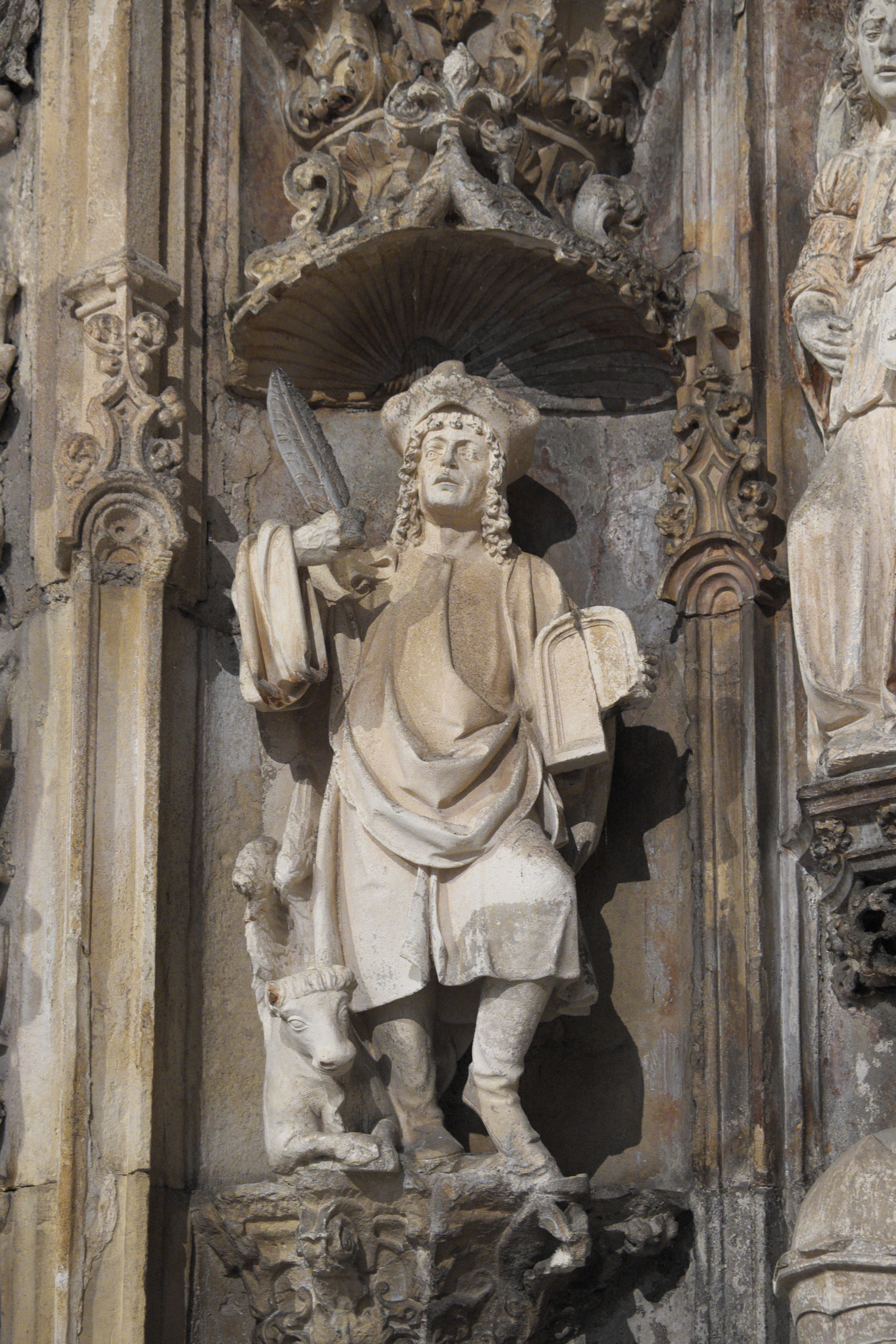
L'evangelista Luca sulla tomba Alfonso I;
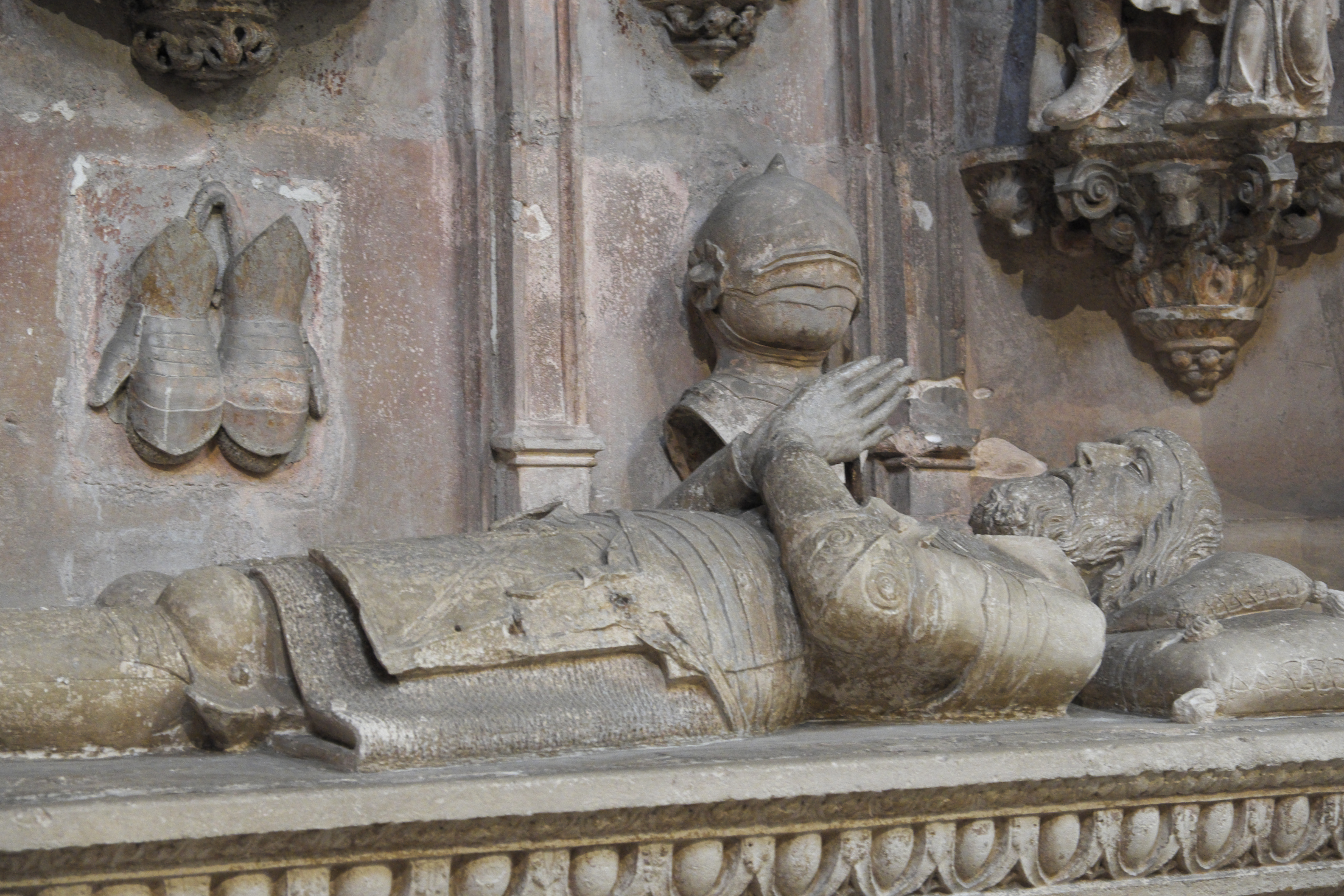
Sancho I giacente.

### Pulpito

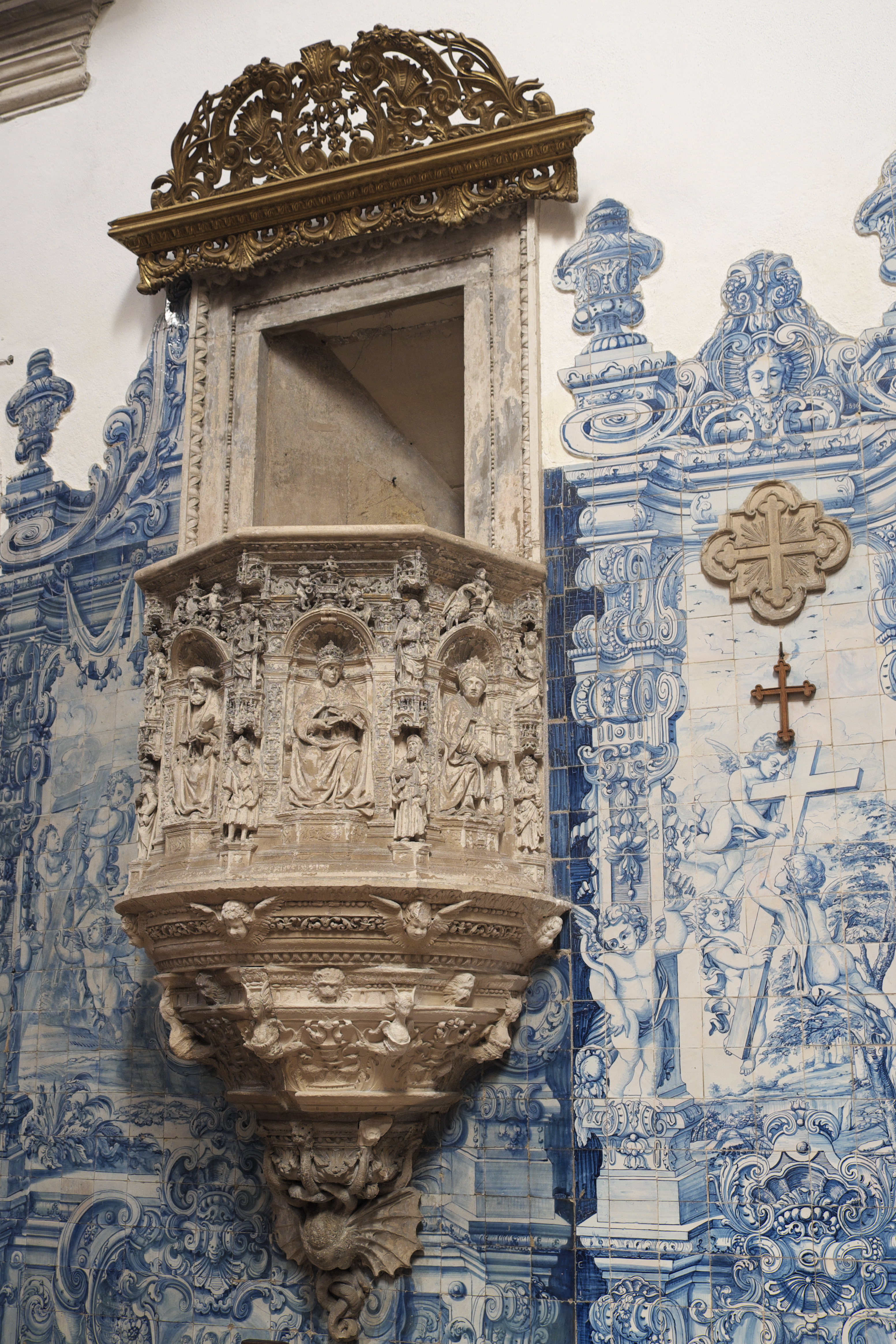
Pulpito

Il pulpito fu opera di Nicolas de Chantereine del 1522. La piattaforma del pulpito è ricco di piccole scene in stile rinascimentale, ornato con putti e grottesche. In quattro nicchie si riconoscono i padri della Chiesa. Le piccole figure rappresentano sibille e profeti. Nella parte inferiore del pulpito si vedono teste alate di angeli, Sirene e teste di animali selvatici.

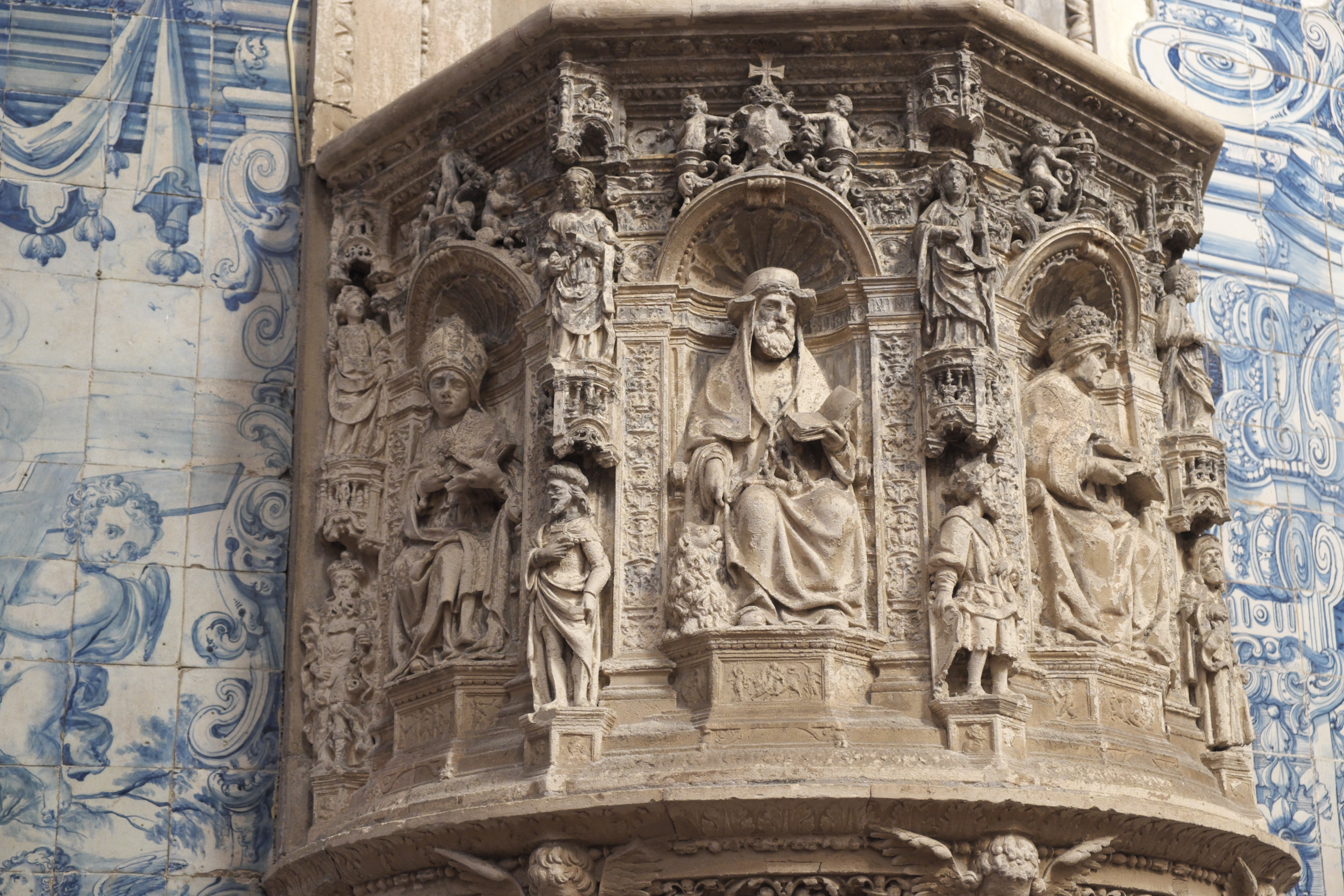
Piattaforma del pulpito
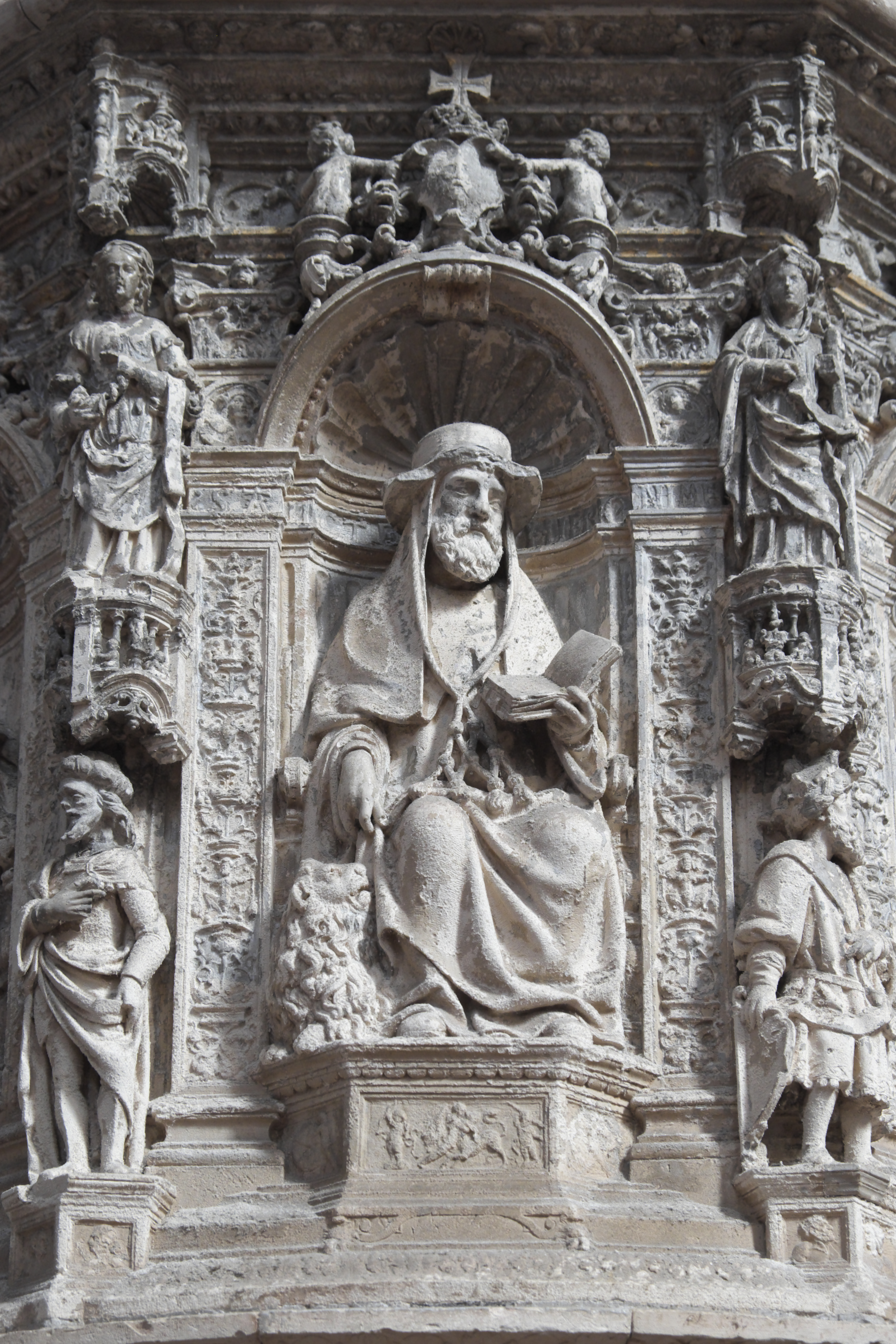
San Girolamo

### Stalli del coro
Le due file degli stalli del coro del periodo manuelino sono decorate con intagli dorati. Come loro creatore è indicato un maestro intarsiatore di nome Machim, attivo anche a Braga.

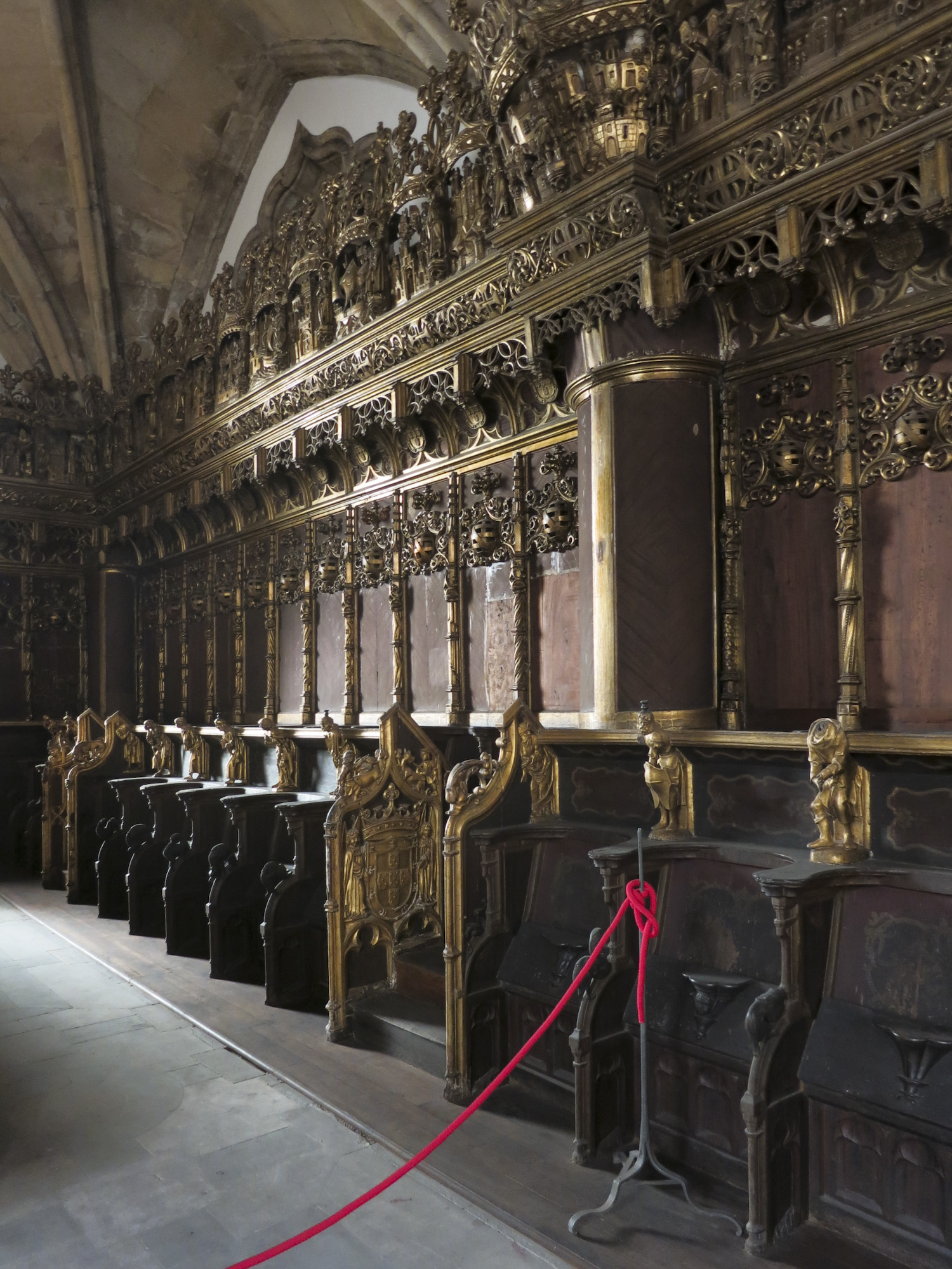
Stalli del coro
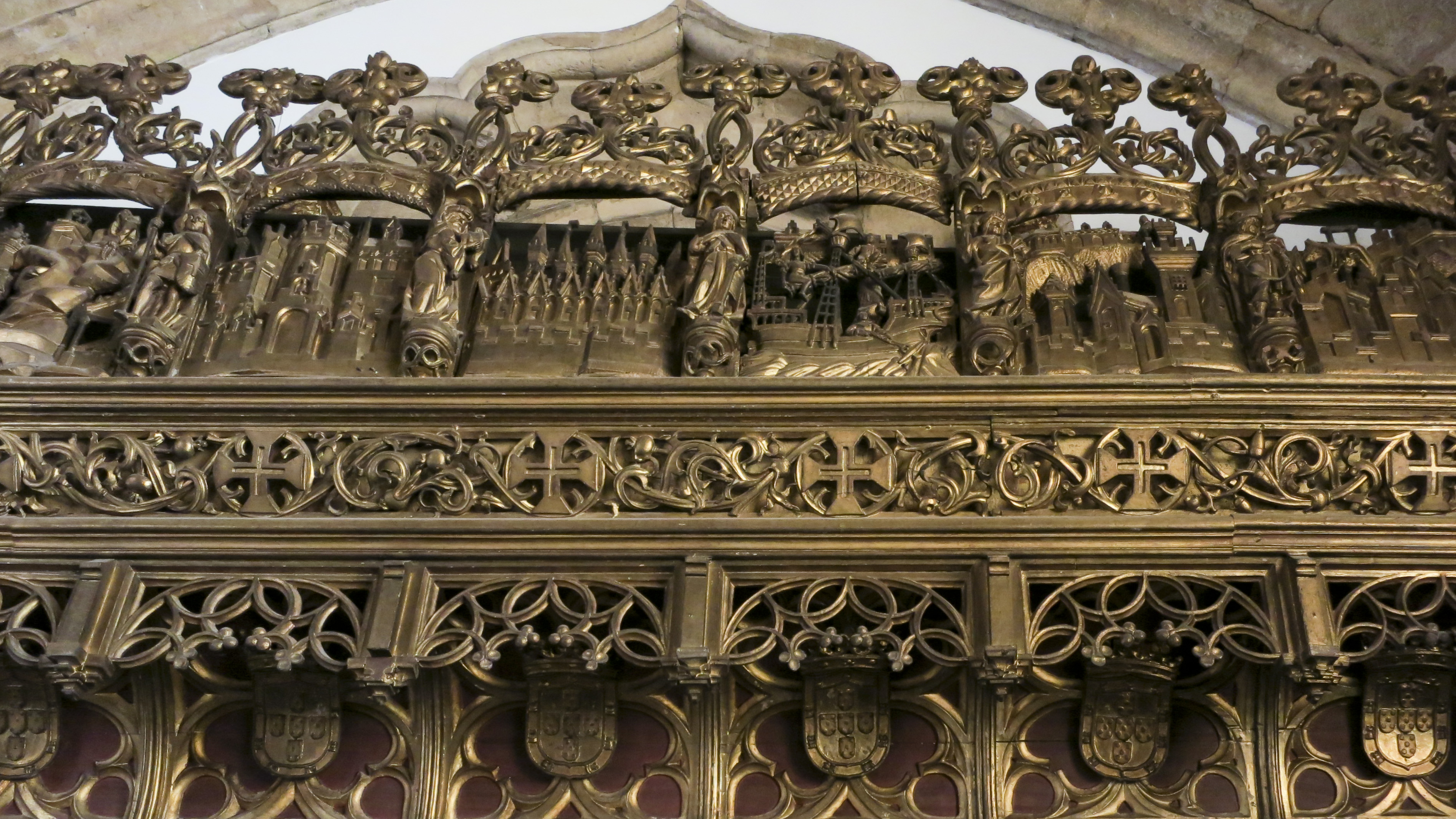
Parete posteriore
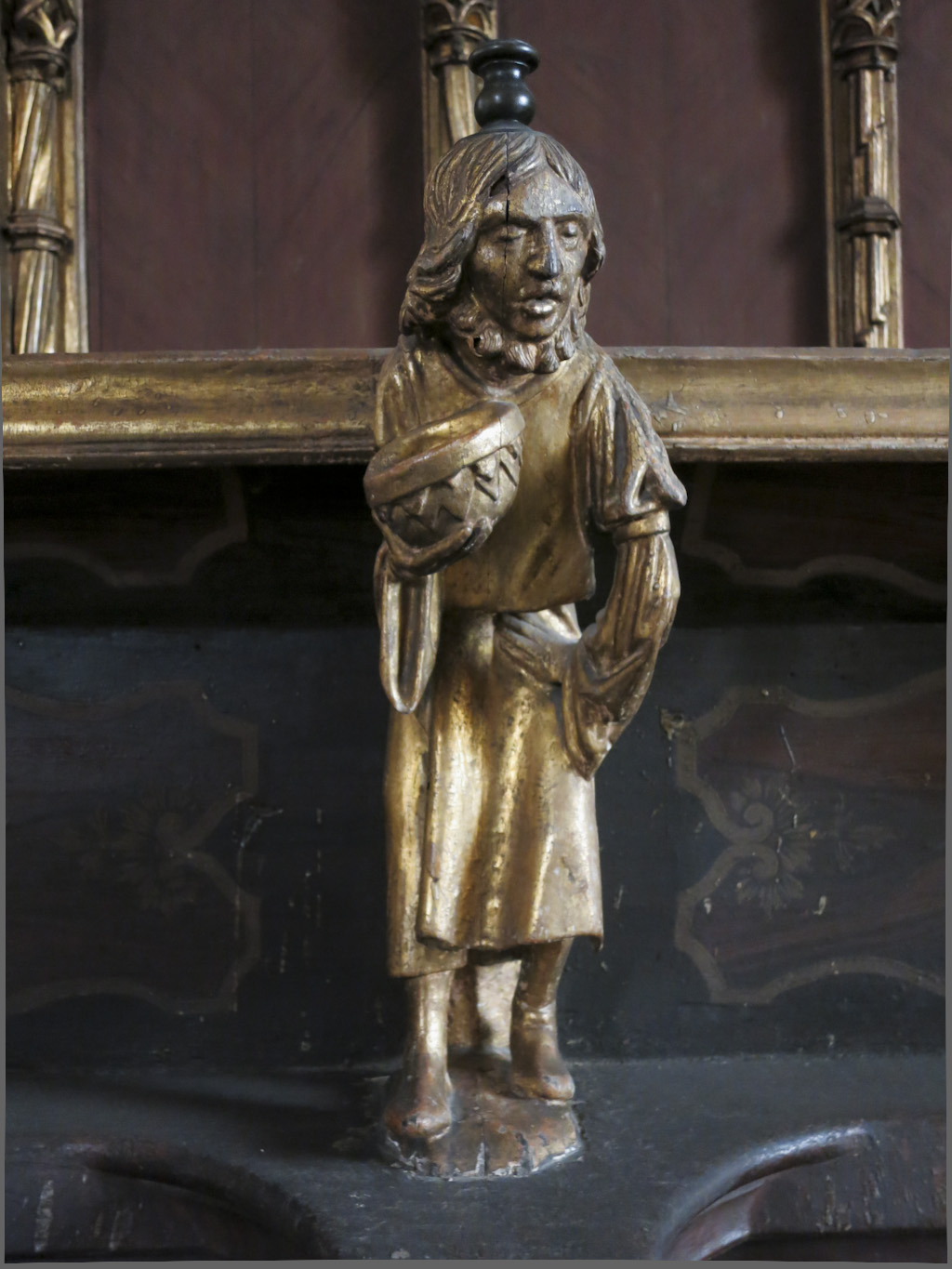
Figura intagliata

### Organo

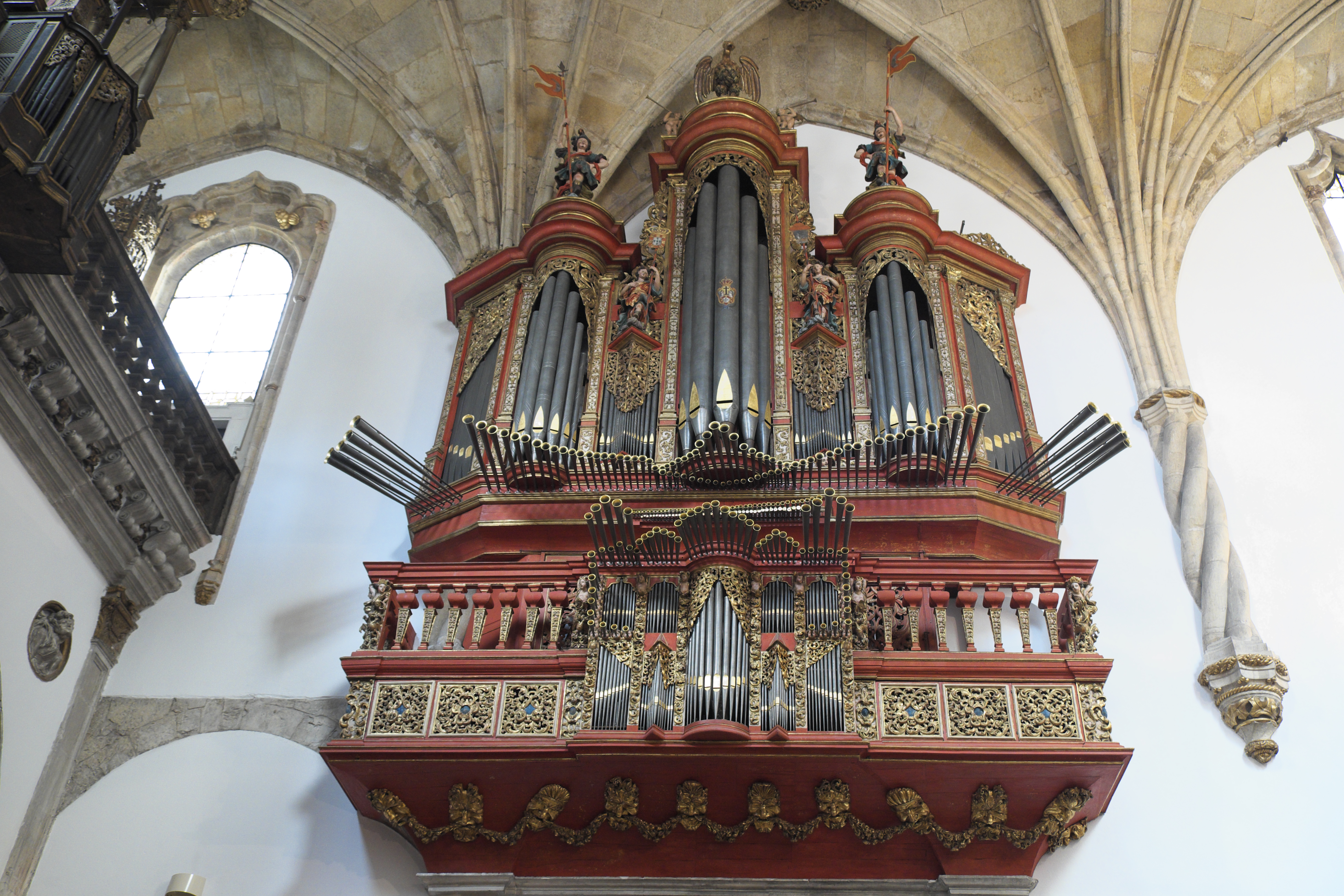
Organo

L'organo con il registro di una tromba spagnola fu del tipo "a nido di rondine", cioè montato sulle pareti, senza un piano orizzontale di appoggio. Realizzato da Heitor Lobo, fu probabilmente ampliato dal fabbricante di organi della città spagnola di Valladolid, Manuel Benito Gómez de Herrera.

## Sagrestia
La sagrestia fu costruita tra il 1622 e il 1624 sotto la direzione di Pedro Nunes Tinoco. Essa è coperta da una volta a botte a cassettoni e le sue pareti sono decorate da azulejo della prima metà del secolo XVIII. In origine vi erano importanti opere di scuola portoghese come i dipinti del 1534/35 di Grão Vasco Pentecostes, la tavola Ecce Homo, di Cristóvão de Figueiredo, o le scene della deposizione di André Gonçalves (1685–1754).
Nella sagrestia è conservato il Trionfo della fede di Giacomo Zoboli del 1745, commissionato dal re Giovanni V del Portogallo.

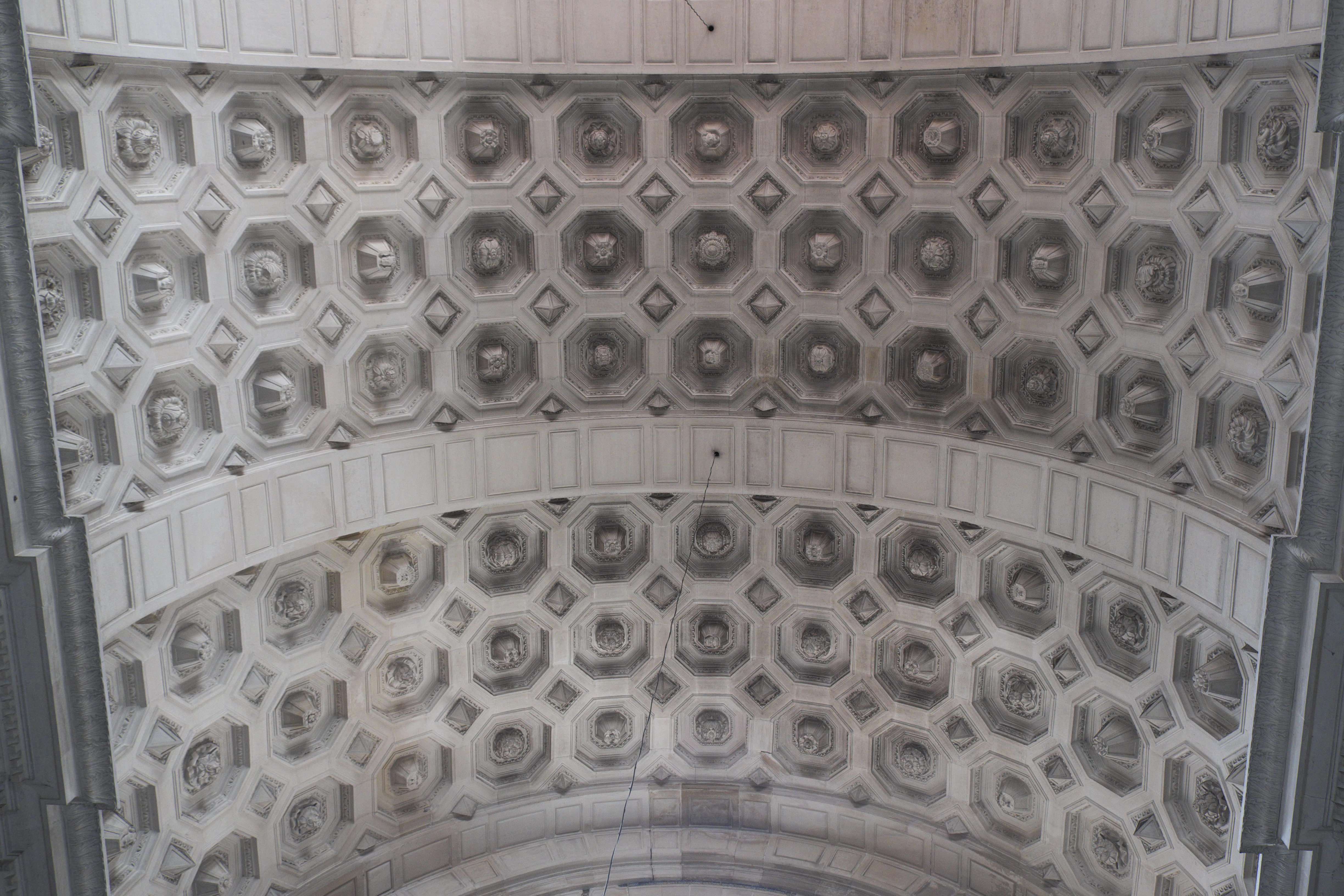
Copertura a cassettone
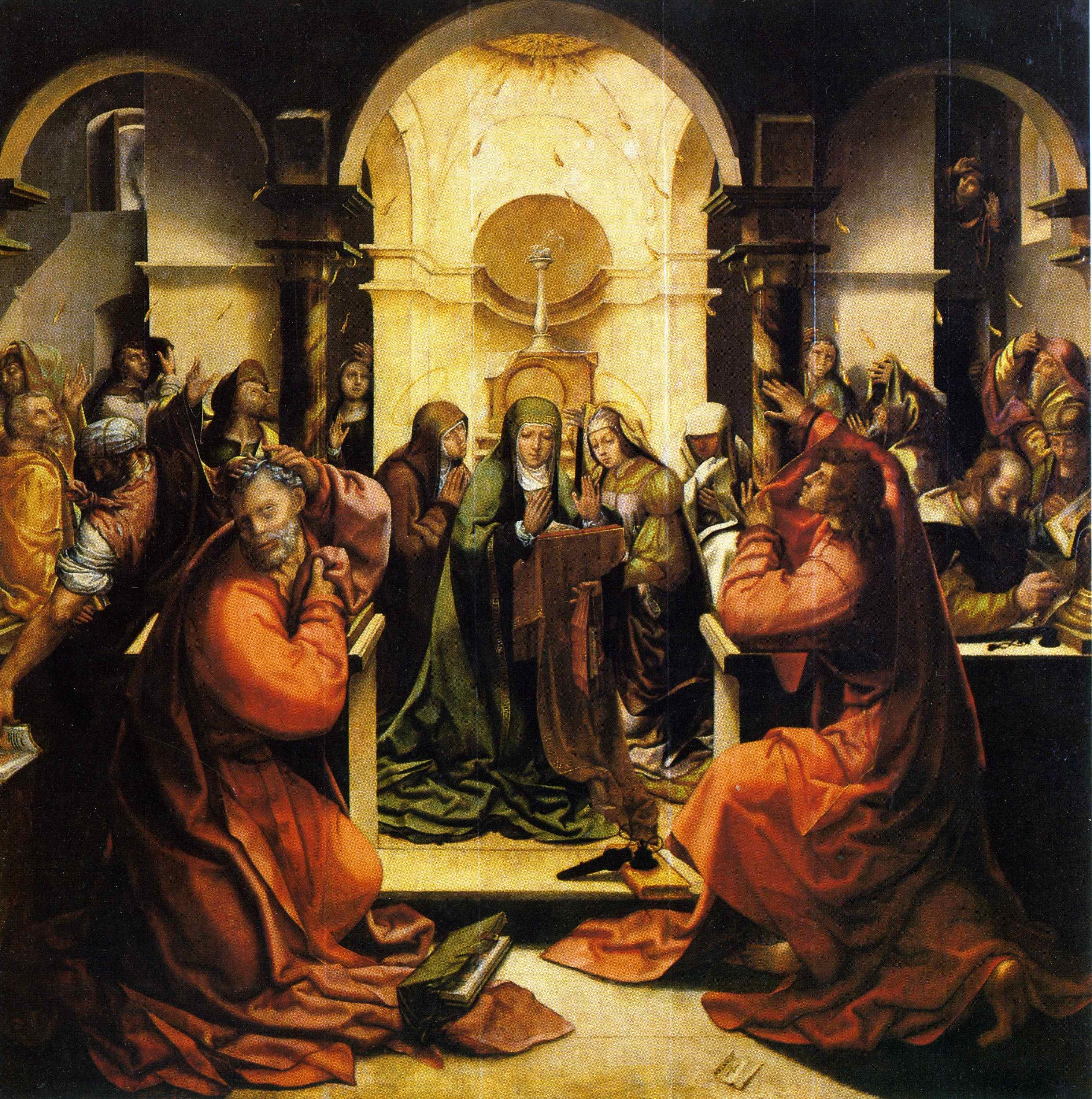
Pentecoste, dipinto di Grão Vasco

## Sala capitolare e cappella di San Teotónio
Un portale manuelino conduce dal chiostro nella ex sala capitolare, costruita presumibilmente del capomastro di origine francese Diogo Boitaca (o Boytac), al quale si collega la cappella di San Teotónio. I dipinti della cappella mostrano scene dalla vita del re Alfonso I e di san Teotonio, il cofondatore del monastero e suo primo priore. Sulle pareti laterali vi sono sculture degli evangelisti con di fronte i loro simboli.

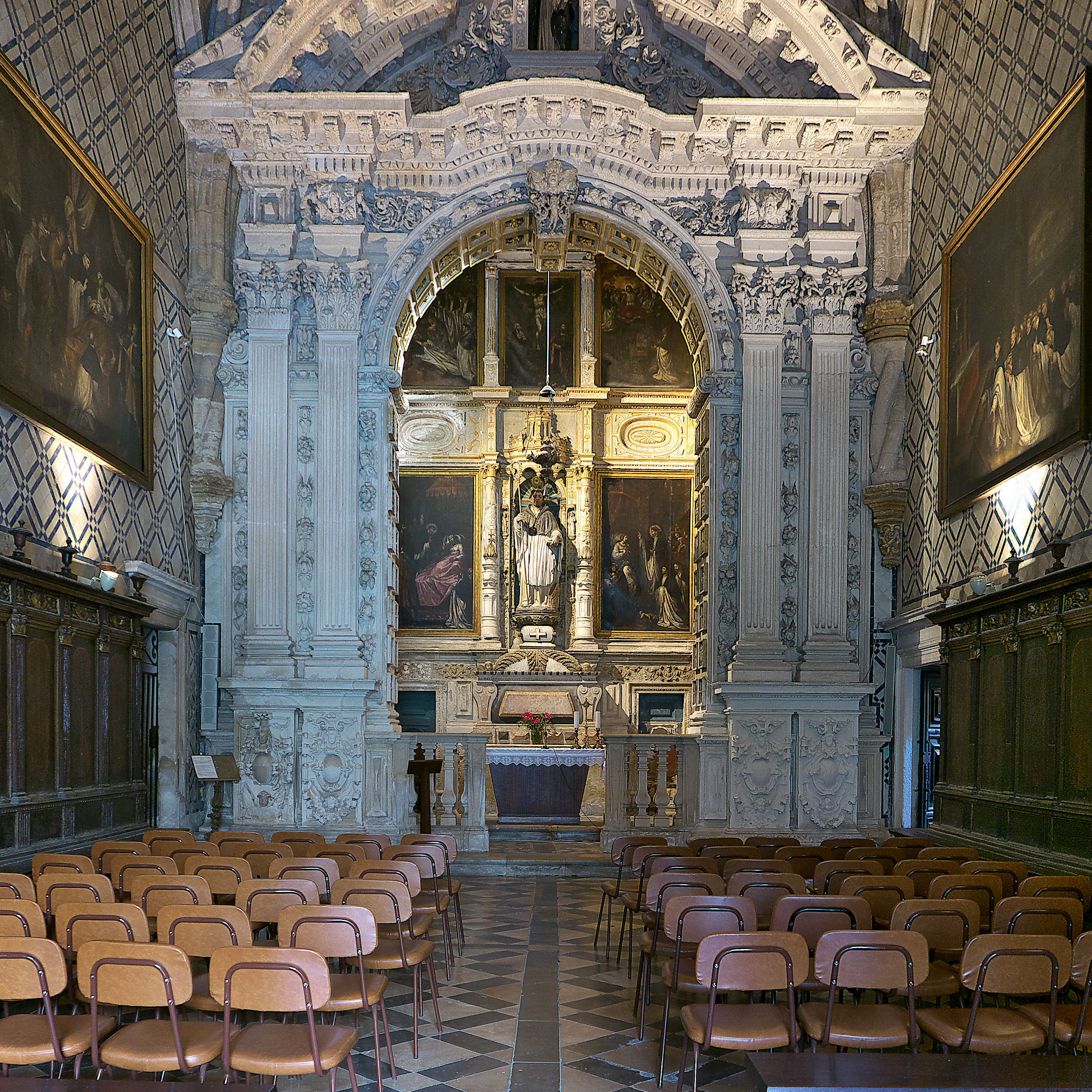
Sala capitolare e cappella di San Teotónio
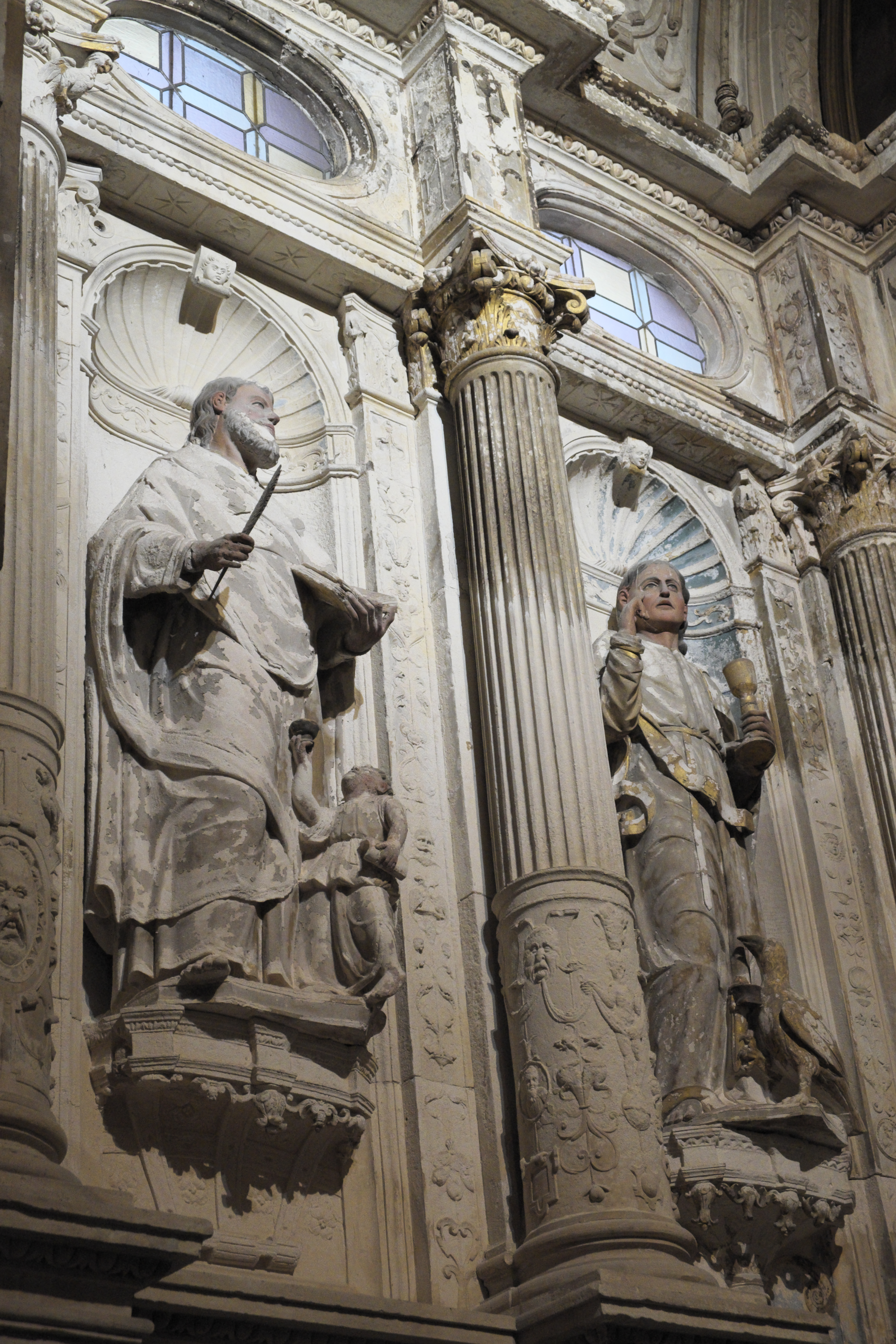
Gli evangelisti Matteo e Giovanni
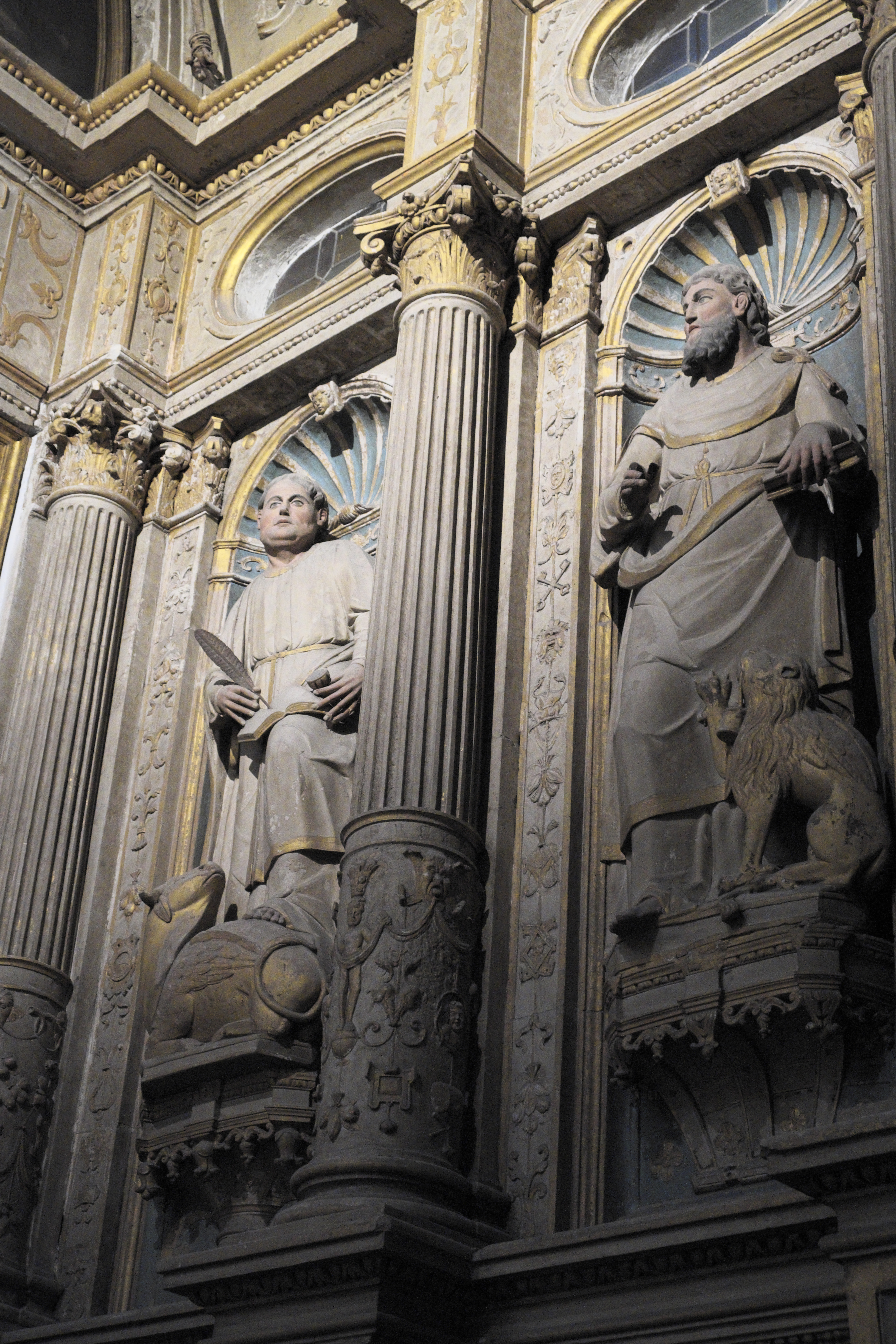
Gli evangelisti Luca e Marco

## Chiostri

### Chiostro del Silenzio

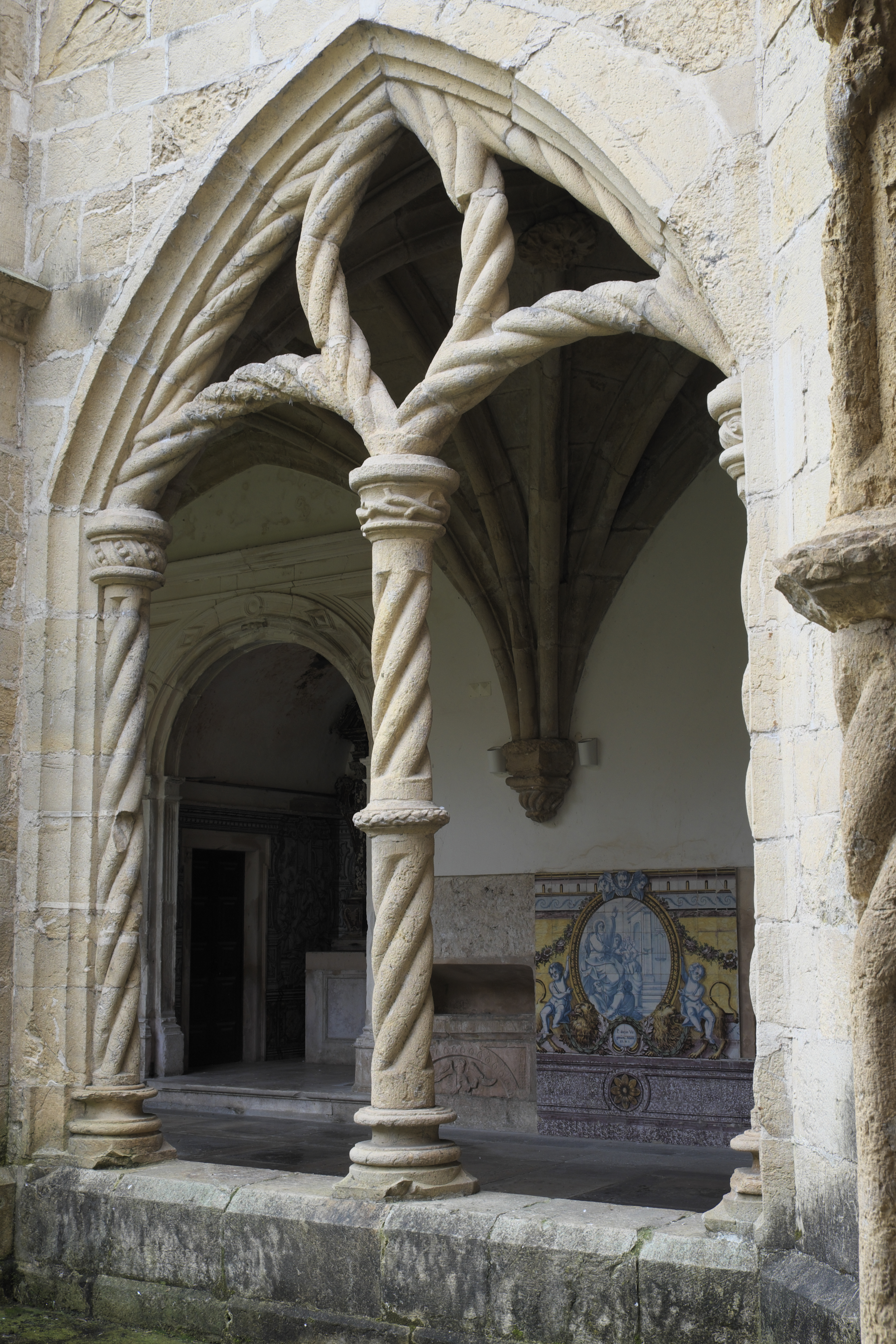
Chiostro del Silenzio

Il chiostro bipiano detto "del Silenzio" fu costruito da Marcos Pires. Al pianoterra si aprono archi a sesto acuto traforati verso la corte interna, le arcate triple nel piano superiore sono vetrate. Negli angoli vi sono rappresentazioni della Passione di Cristo risalenti al primo rinascimento. Esse sono realizzate dagli intarsi di Albrecht Dürer e mostrano scene di Cristo dinnanzi a Pilato, del trasporto della croce e del funerale di Cristo, le scene della Crocifissione non ci sono pervenute. La fontana al centro risale al XVII secolo.

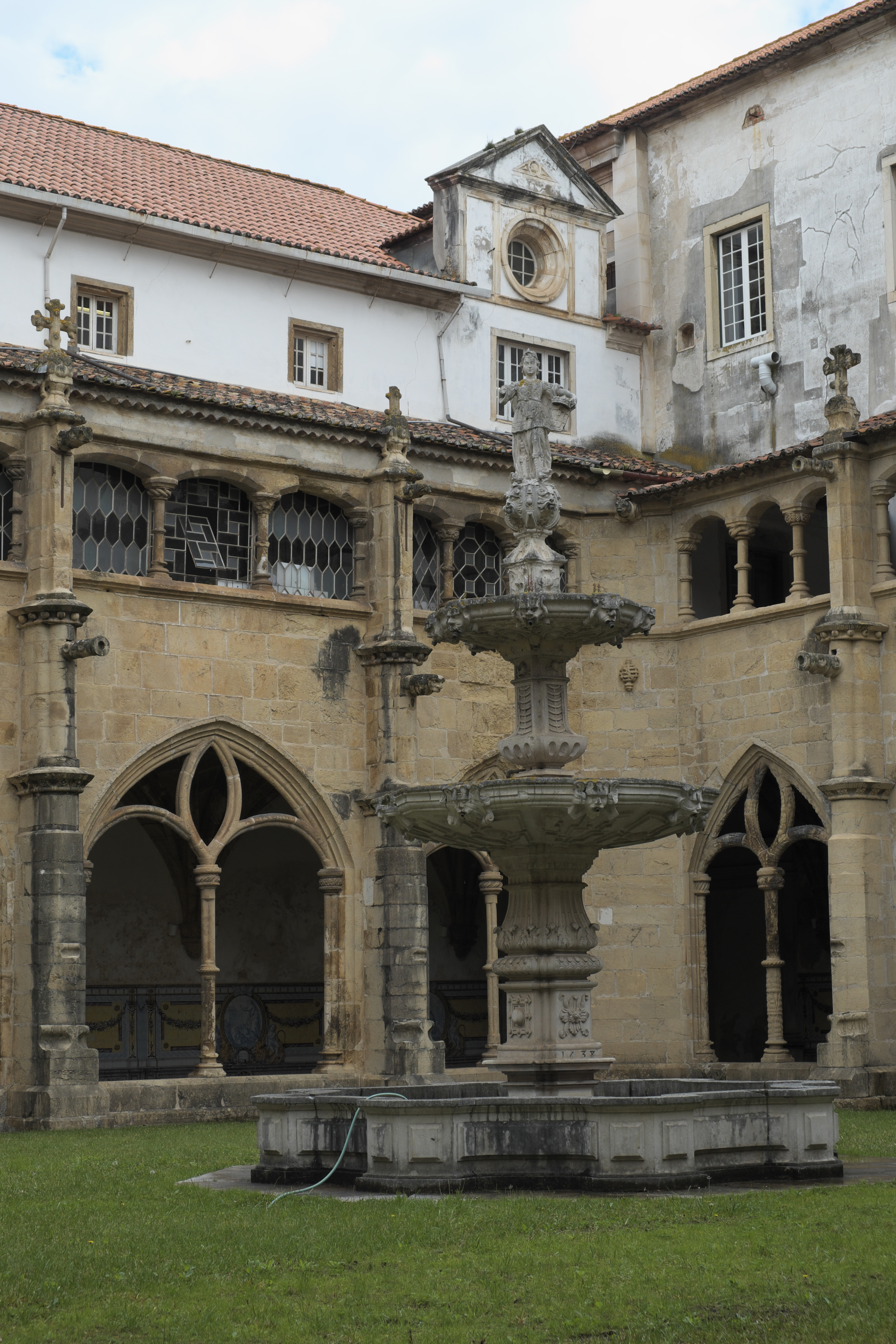
Chiostro del Silenzio
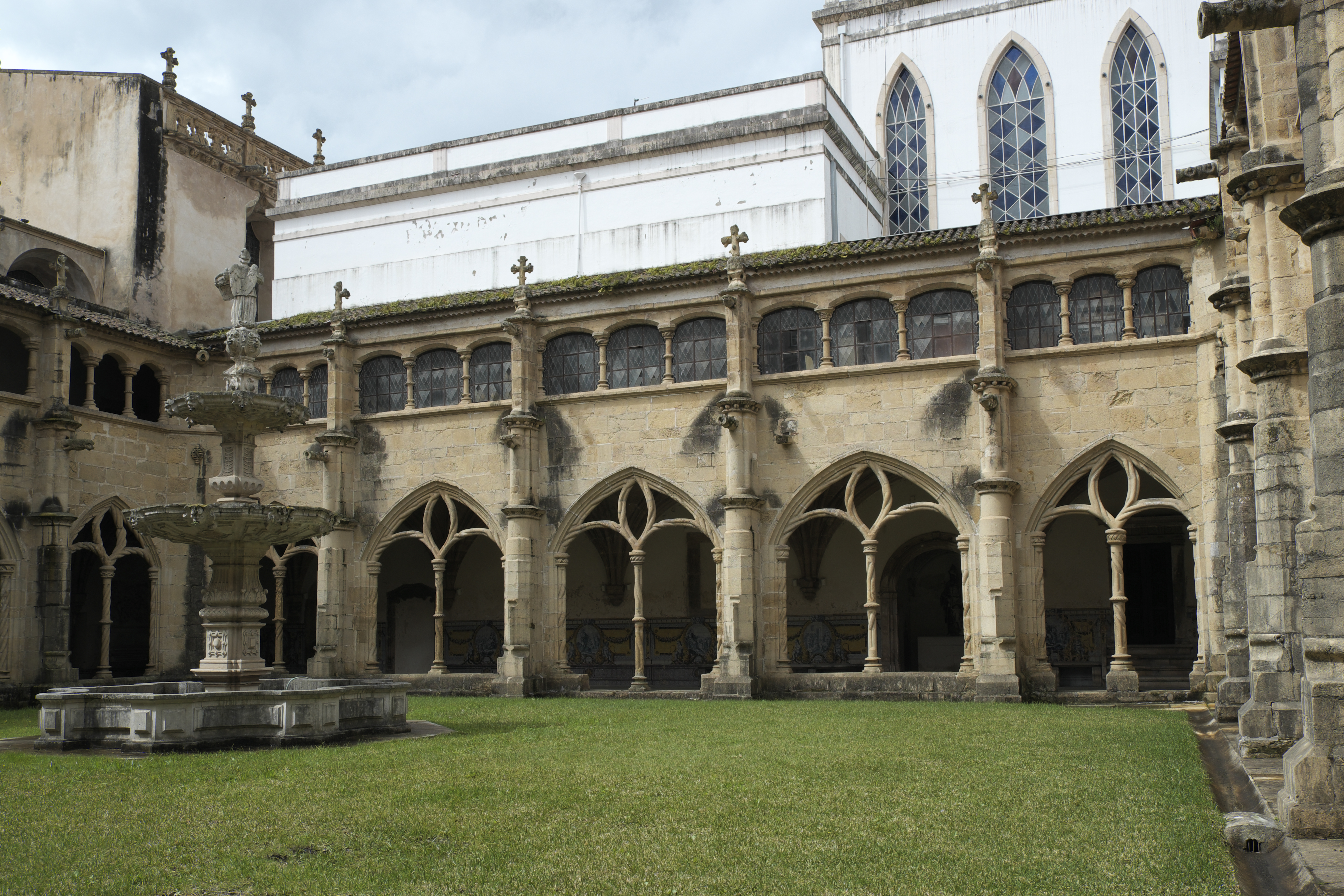
Chiostro del Silenzio
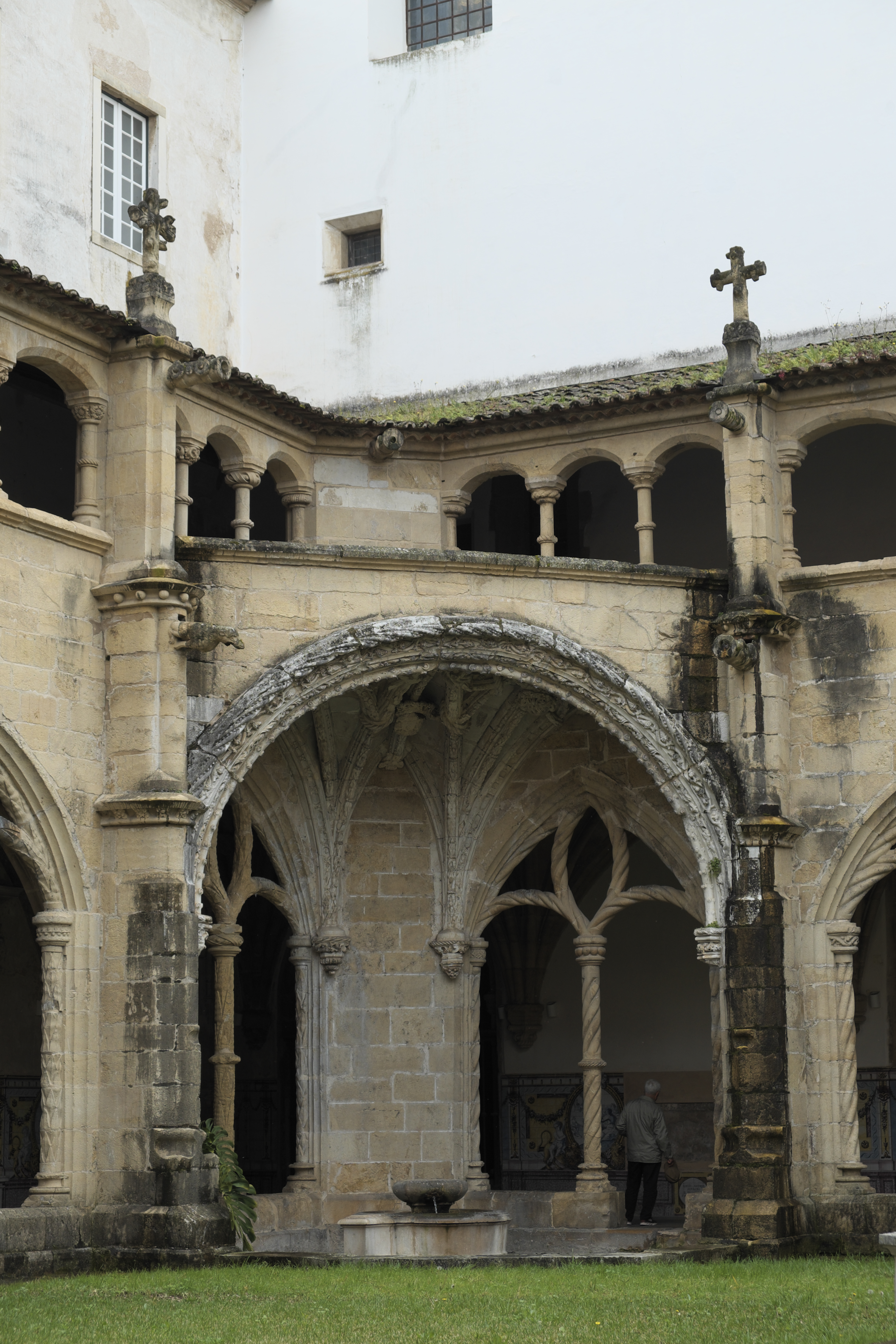
Chiostro del Silenzio, fontana

### Chiostro della Manica

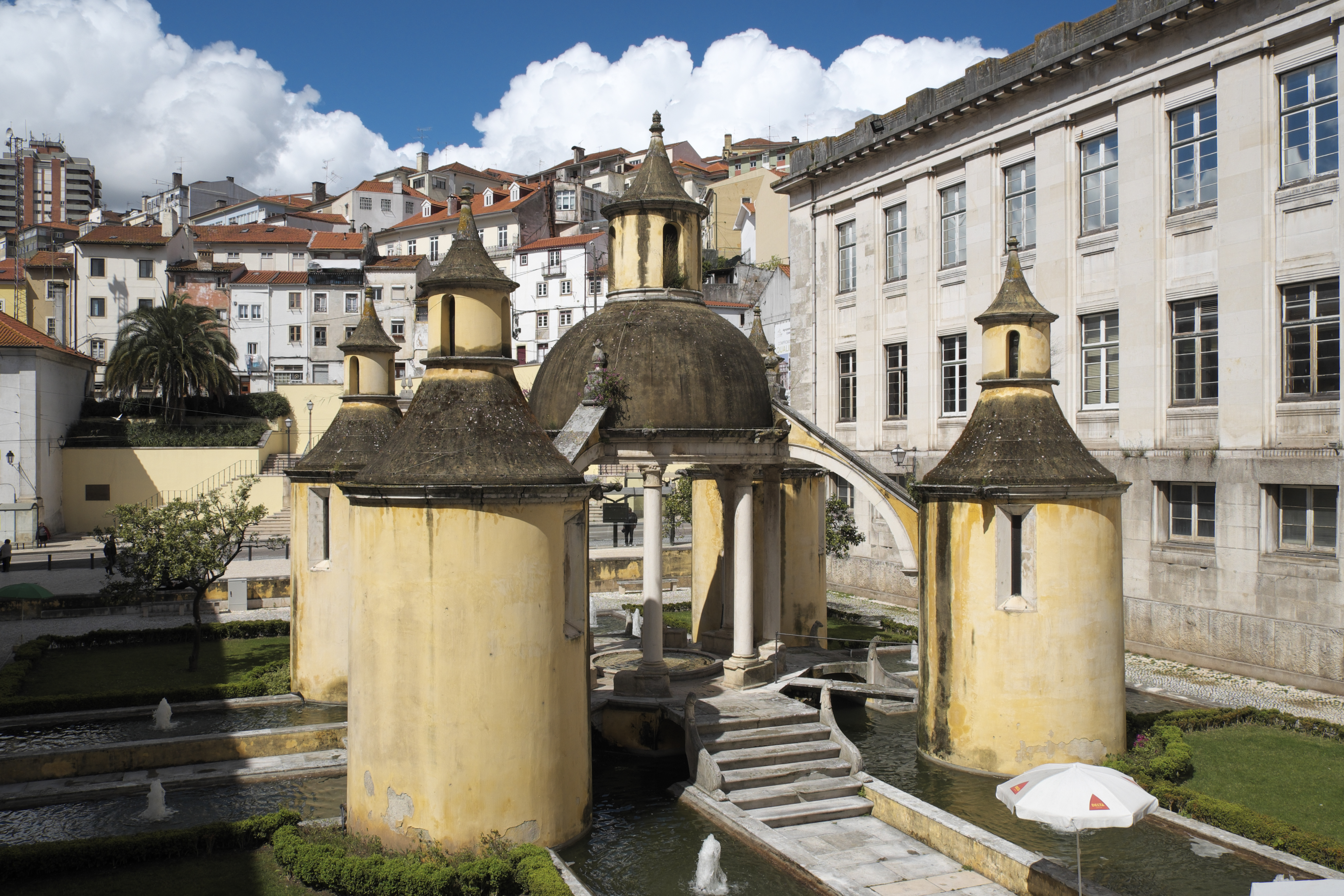
Chiostro della Manica

Il chiostro della Manica (claustro da Manga in lingua portoghese), fu costruito come secondo chiostro nel 1533 da Giovanni da Rouen. Il suo nome è dovuto al fatto che il re Giovanni III deve aver schizzato il progetto da una parte della manica del suo abito. Di questo chiostro vi sono ancora le costruzioni cilindriche nel centro. Originariamente esse erano completamente circondate da fossati e accessibili solo tramite stretti ponti levatoi.

## Campanile
Il monastero era provvisto di una torre campanaria dove oggi sorge la Fuente Nueva, sul lato nord di Rua Olìmpio Nicolao Rui Fernandes, strada il cui ampliamento aveva portato alla demolizione del Chiostro della Manica. Il campanile, in stile barocco e separato dal resto del complesso, crollò il 3 gennaio 1935 e non fu ricostruito.